# 恵庭市立島松小学校
恵庭市立島松小学校（えにわしりつしままつしょうがっこう）は北海道恵庭市中島松に所在する公立小学校。恵庭小学校（1887年開校）と松園小学校（1889年開校）に次ぐ恵庭で3番目に開校した学校。
児童 409名（2024年現在）

## 沿革
1893年、大阪与太郎が下島松で寺小屋教育を始めた。1894年に私立島松尋常小学校として開校したが1897年に閉校になった。原田三十郎ら有志多数の寄付により現在地に校舎を建設し、公立の島松尋常小学校として認可される。島松国民学校から1947年に現在の島松小学校に改称された
年表
- 1893年（明治26年）- 下島松で寺小屋教育を始めた[2]。
- 1894年（明治27年）- 私立島松尋常小学校開校[3]。
- 1897年（明治30年）- 私立島松尋常小学校閉校[4]。
- 1898年（明治31年）- 公立島松尋常小学校として開校[3]。
- 1903年（明治36年）- 校舎増改築[3]。
- 1913年（大正2年）- 校舎改築、川上特別教授場を設置[3]。
- 1937年（昭和12年）- 東校舎全面改築[3]。
- 1941年（昭和16年）- 国民学校令施行により恵庭村立島松国民学校に改称[4]。
- 1943年（昭和18年）- 北島松分教場を設置[3]。
- 1946年（昭和21年）- 桜森分教場を設置[3]。
- 1947年（昭和22年）- 桜森分教場が桜森分校として開校、学校教育法施行により恵庭村立島松小学校に改称、北島松分校が北島松小学校として独立、島松中学校が併置開校[3][4]。
- 1949年（昭和24年）- 島松中・松園中・松鶴中が統合により恵北中学校として独立、新校舎へ移転[3]。
- 1951年（昭和26年）- 町制施行により恵庭町立島松小学校に改称、校章制定[3]。
- 1954年（昭和29年）- 校舎増築、校歌制定[3]。
- 1955年（昭和30年）- 校舎増築（普通教室2）[3]
- 1956年（昭和31年）- 校舎増築（普通教室3、職員室移動）[3]
- 1961年（昭和36年）- 校舎増築（普通教室2、音楽室1）[3]
- 1968年（昭和43年）- 第一期校舎建築工事完成、第二期校舎建築工事完成[3]。
- 1970年（昭和45年）- 市制施行により恵庭市立島松小学校に改称、第三期校舎建築工事完成、プール完成[3][4]。
- 1972年（昭和47年）- 旧体育館解体[3]。
- 1973年（昭和48年）- 体育館完成[3]。
- 1976年（昭和51年）- 北島松小学校閉校により島松小学校に統合[3]。
- 1992年（平成4年）- 開校100周年記念式典を挙行[3]。
- 2005年（平成17年）- 新校舎建築工事完成[3]。

## 教育目標
1995年4月に制定された教育目標。
- かんがえる子（知）
- やさしい子（情）
- あかるい子（意）
- げんきな子（体）

## 学校行事
学校行事は以下の通り。
- 4月 - 前期始業式、入学式
- 5月 - 校舎外清掃
- 6月 - 運動会、遠足
- 7月 - 宿泊学習（5年）、川の学習（2年）、夏季休業
- 8月 - 修学旅行（6年）
- 9月 - 体験学習（1年、2年、3年、4年）
- 10月 - 前期終業式、秋季休業、後期始業式
- 11月 - 表現会
- 12月 - 人権擁護教室（4年）、冬季休業
- 1月 -
- 2月 - ミニ島小っ子祭り（1年、2年）
- 3月 - 6年生を送る会、卒業式、修了式、学年末休業

## 通学区域
通学区域は以下の通り。
- 島松寿町
- 島松仲町
- 島松東町
- 島松本町
- 島松旭町
- 下島松
- 穂栄
- 北島

- 中島松（57番地以外全域）
- 林田（170-195番地）
- 南島松（1-120番地、312-416番地、479-550番地）
- 西島松（1-309番地46、309番地101-103、309番地105-109、309番地112-122、309番地124-129、309番地131-316、309番地339-344、309番地346-348、309番地353-、310番地-437番地）

## 進学先中学校
- 恵庭市立恵北中学校[8]

## 交通アクセス
鉄道
- JR千歳線島松駅より徒歩21分

バス
- えにわコミュニティバス（ecoバス）循環A・Bコース「本町・旭町」停留所下車、徒歩10分[9]

## 北島松小学校
北島松小学校（きたしままつしょうがっこう）は、北海道恵庭市北島に所在した公立小学校。
1943年に開拓営団倉庫事務所を借用し島松村立島松国民学校北島松分教場として開校した。1947年4月に島松小学校北島松分校に改称し、同年11月に北島松小学校として独立した。1964年には6学級編成までになったが、児童の減少により1969年に5学級編成に減り、1972年に4学級編成となり、閉校前年の1975年には49名3学級編成までに減少していた。1976年に島松小学校に統合され閉校となった。
年表
- 1943年（昭和18年）- 開拓営団倉庫事務所を借用し恵庭村立島松国民学校北島松分教場として開校[10]。
- 1947年（昭和22年）- 4月に恵庭村立島松小学校北島松分校に改称、11月に学校教育法施行により恵庭村立北島松小学校に改称し独立[10]。
- 1951年（昭和26年）- 町制施行により恵庭町立北島松小学校に改称。
- 1952年（昭和27年）- 新校舎完成[10]。
- 1958年（昭和33年）- 体育館完成[10]。
- 1960年（昭和35年）- 校歌制定（作詞 : 安達伝三郎、作曲 : 横谷瑛司）[10]
- 1965年（昭和40年）- 校舎増築（普通教室2）[10]
- 1967年（昭和42年）- NHK学校放送研究委嘱校に選定[10]。
- 1970年（昭和45年）- 市制施行により恵庭市立北島松小学校に改称。
- 1976年（昭和51年）- 北島松小学校が閉校し、島松小学校に統合[10]。

## 桜森分校
島松小学校桜森分校（しままつしょうがっこうさくらもりぶんこう）は、北海道恵庭市桜森に所在した分校。
年表
- 1946年（昭和21年）- 恵庭村立島松国民学校桜森分教場を設置[3]。
- 1947年（昭和22年）- 恵庭村立島松国民学校桜森分校として開校、11月に学校教育法施行により恵庭村立島松小学校桜森分校に改称[3]。
- 1948年（昭和23年）- 閉校[3]

## 著名な出身者
- 原田裕（恵庭市長）